# Der Bulle und das Biest
Der Bulle und das Biest ist eine deutsche Action-Comedy-Serie, die von Januar bis März 2019 auf den Fernsehsendern Sat.1 und Sat.1 emotions ausgestrahlt wurde. Sie handelt von dem Kriminalkommissar Elias Decker und dem Bullmastiff Rocky, die gemeinsam für die Berliner Mordkommission Mordfälle aufklären.
Am 29. März 2019 gab Sat.1 bekannt, dass die Serie nach nur einer Staffel eingestellt wird.

## Handlung
Im Mittelpunkt steht Kriminalkommissar Elias Decker mit seinem Hund Rocky. Gemeinsam mit der Kriminalkommissarin Caro Belzig klären sie für die Berliner Mordkommission Mordfälle auf.
Während eines Einsatzes von Decker und Belzig wurden sie auf Rocky aufmerksam, da er Drogenpäckchen bei sich trug. Nach dem Angriff Rockys auf Decker, sollte dieser eingeschläfert werden. Jedoch entdeckte Decker, dass Rocky bei der Aufklärung der Verbrechen hilfreich ist und wird daher später zum Polizeihund ausgebildet.

## Figuren

### Rocky
Rocky ist das titelgebende „Biest“ der Serie und gehört der britischen Hunderasse Bullmastiff an. Nach einer Verfolgungsjagd durch den Kriminalkommissar Elias Decker wird er in Gewahrsam genommen, da Drogenpäckchen an ihm befestigt wurden und er als aggressiver Hund auffällig wurde. Daher sollte im Veterinäramt eine Einschläferung stattfinden. Jedoch entdeckte Decker, dass Rocky für polizeiliche Ermittlungen, vor allem zum zu Fall bringen von flüchtigen Verdächtigen, hilfreich ist. Deshalb wird Rocky im Laufe der Serie zum Polizeihund ausgebildet. Seither lebt er bei Kommissar Elias Decker. Sein charakteristisches Merkmal ist das starke Sabbern.
Die Rolle Rocky wird durch einen ausgebildeten Filmhund gespielt. Der gleichnamige Hund ist zweieinhalb Jahre alt.

### Elias Decker
Kriminalkommissar Elias Decker ist der titelgebende „Bulle“ der Serie und gehört der Berliner Mordkommission an. Er ist ein etwas chaotischer, eigensinniger und starrköpfiger Mensch, der gerne Alleingänge und ergebnisoffene Verdächtigungen bevorzugt. Seine Ermittlungspartnerin ist die Kriminalkommissarin Caro Belzig. Der für Frauen charmant wirkende Ermittler interessiert sich vor allem für seine Vermieterin und Nachbarin Sarah Werneburg. In der zweiten Folge hat er einen One-Night-Stand mit ihr.
Decker fährt ein Dodge Polara Cabrio und ist nach einer Verfolgungsjagd der neue Besitzer von Rocky.

### Caro Belzig
Kriminalkommissarin Caro Belzig ist die Ermittlungspartnerin von Elias Decker bei der Berliner Mordkommission. Sie hat ein lässiges und humorvolles Auftreten. Belzig ist verheiratet und ist Mutter eines Sohnes.

### Nebenfiguren
Richard Hofreiterist der dienststellenleitende Kriminaloberkommissar bei der Berliner Mordkommission. Er ist eine Person, die leicht reizbar und jähzornig ist.
Dr. Sarah Werneburgist die Vermieterin von Elias Decker. Zudem wohnt sie auf der gleichen Etage wie er. Während Elias Decker sich zu Werneburg hingezogen fühlt, weist sie ihn zunächst ab. In der zweiten Folge hat sie ein One-Night-Stand mit ihm.
Miriam „Mimi“ Decker (* 1989; vermeintlich verstorben 2017)ist die Schwester von Elias Decker. Außerdem war sie die Freundin von Nassim Husseini. Sie starb vermeintlich 2017 bei einem Brand, der durch eine brennende Zigarette ausgelöst wurde. Ihr Bruder geht von einem vorsätzlich gelegten Feuer und somit von einem Mord aus. Im Laufe der Serie werden Verbindungen zum tschechischen Drogenkartell deutlich. Mimi Decker ist neben Fotos auch im Finale der ersten Staffel zu sehen, wo sie auf ihren Bruder trifft.
Nassim Husseiniist der ehemalige Freund von Mimi Decker sowie ein Freund von Elias Decker. In der ersten Folge wird er von einem Auto überfahren und lag für mehrere Tage im Koma. Am Ende der vierten Folge verschwindet er spurlos.
Ole Tödterist ein Kriminaltechniker bei der Berliner Mordkommission.
Adam Alaviist der Onkel von Nassim Husseini. Sei Kiosk „Spätkauf“ befindet sich im selben Haus wie die Wohnung von Angela Decker.
Angela Deckerist die Mutter von Elias und Mimi Decker. Sie hat den Tod der Tochter nicht überwunden und wurde alkoholabhängig.
Thorsten Zöllnerist ein Kriminalkommissar bei der Berliner Mordkommission. Während er sich über Elias Deckers Verhalten lustig macht, respektiert er vor allem Caro Belzig.

### Gastauftritte
| Figur                          | Darsteller            | Folge |
| ------------------------------ | --------------------- | ----- |
| Kriminalkommissar Tim Herwartz | Patrick von Blume     | 1     |
| Robert Winser                  | Sven Gerhardt         | 1     |
| Melanie Winser                 | Sinha Melina Gierke   | 1     |
| Veterinär Andreas Wrede        | Stephan Grossmann     | 1, 3  |
| Georg Lass                     | Daniel Christensen    | 1     |
| Viktor Nemec                   | Waléra Kanischtscheff | 1     |
| Stanislav Valeriew             | Joe Tödtling          | 1     |
| Stephanie Kön                  | Anja Knauer           | 2     |
| Hotelmanager Tim               | Oliver Bröcker        | 2     |
| Bodo Schrammler                | Robert Gallinowski    | 2     |
| Edvard Lahnstein               | Marian Kindermann     | 2     |
| Dorothea Lahnstein             | Kristina van Eyck     | 2     |
| Jasna Rinkel                   | Julia Becker          | 2     |
| Annabella                      | Sarah Bauerett        | 2     |
| Wilhelm Lahnstein              | Hans Klima            | 2     |
| Atman                          | Till Butterbach       | 2     |
| Dr. Rubenkamm                  | Christian Steyer      | 2     |
| Krankenschwester               | Berit Künnecke        | 2–3   |
| Philipp Meinhardt              | Marco Hofschneider    | 3     |
| Katja Kemper                   | Isabell Polak         | 3     |
| Inka Meinhardt                 | Ulrike Hübschmann     | 3     |
| Peter von Berg                 | Mickey Hardt          | 4     |
| Robert Eden                    | Barnaby Metschurat    | 4     |
| Mike 'Auto Mike' Tang          | Yung Ngo              | 4     |
| Diana Olvi                     | Sarah Alles           | 4     |
| Ingvar Minkwart                | Steffen Groth         | 5     |
| BND-Agent Joe                  | Jürgen Lehmann        | 5     |
| Ibrahim Fahmy                  | Neil Malik Abdullah   | 5     |
| Melinda Gronkowski             | Hildegard Schroedter  | 5     |
| Oberstleutnant Schäfer         | Christian Koerner     | 5     |
| Olivia Kahn                    | Sarina Radomski       | 5     |
| Verena Eisenblum               | Leonie Parusel        | 5     |

## Produktion und Ausstrahlung
Mitte April 2018 wurde bekannt, dass Produktionsvorbereitungen für die neue Serie Der Bulle und das Biest laufen. Sie stammt von der Produktionsfirma Bantry Bay Productions unter Mitwirkung der Fernsehproduzentin Gerda Müller, die schon für die erfolgreichen Fernsehserien Der letzte Bulle, Weinberg und Club der roten Bänder verantwortlich war. Mitte August 2018 wurde bekannt, dass Jens Atzorn die Hauptrolle Elias Decker spielen wird. Weitere Rollen, die bekannt gegeben wurden, werden von Franziska Wulf als Kollegin von Decker und Nora Huetz als die Nachbarin von Decker gespielt. Als Drehbuchautoren werden unter anderem Felix Binder, Malte Welding und Thomas Sieben sowie als Regisseur Hanno Olderdissen angekündigt. Gedreht wurde von August 2018 bis Januar 2019 in Berlin.
Die zehn Episoden wurden ab dem 7. Januar 2019 montags um 20:15 Uhr auf dem Free-TV-Sender Sat.1 ausgestrahlt. Sie dient als Lead-in für die dritte Staffel der deutschen Krimiserie Einstein. Ab dem 13. Januar 2019 erfolgte die Erstausstrahlung sonntags auf dem Pay-TV-Sender Sat.1 emotions.
| Folge | Ausstrahlung  | Zuschauer | Zuschauer | Marktanteil | Marktanteil |
| Folge | Ausstrahlung  | ges.      | 14–49 J.  | ges.        | 14–49 J.    |
| ----- | ------------- | --------- | --------- | ----------- | ----------- |
| 1     | 7. Jan. 2019  | 2,14 Mio. | 0,83 Mio. | 6,6 %       | 8,4 %       |
| 2     | 14. Jan. 2019 | 1,84 Mio. | 0,61 Mio. | 5,6 %       | 6,4 %       |
| 3     | 21. Jan. 2019 | 1,82 Mio. | 0,53 Mio. | 5,4 %       | 4,9 %       |
| 4     | 28. Jan. 2019 | 1,87 Mio. | 0,66 Mio. | 5,9 %       | 7,0 %       |
| 5     | 4. Feb. 2019  | 1,65 Mio. | 0,63 Mio. | 5,1 %       | 6,5 %       |

## Episodenliste
| Nr. | Originaltitel        | Erstausstrahlung | Regie                            | Drehbuch                                                     |
| --- | -------------------- | ---------------- | -------------------------------- | ------------------------------------------------------------ |
| 1   | Der Biest            | 7. Jan. 2019     | Hanno Olderdissen                | Felix Binder (unter Mitarbeit von Malte Welding)             |
| 2   | Das Chamäleon        | 13. Jan. 2019    | Hanno Olderdissen                | Fabian Wiemker, Malte Welding                                |
| 3   | Hundeschule          | 20. Jan. 2019    | Thomas Sieben                    | Anke Winschewski, Niels Holle                                |
| 4   | Jenseits von Eden    | 27. Jan. 2019    | Thomas Sieben                    | Thomas Sieben                                                |
| 5   | Ruf der Leere        | 3. Feb. 2019     | Thomas Sieben                    | Malte Welding                                                |
| 6   | Tödliche Geheimnisse | 10. Feb. 2019    | Hanno Olderdissen, Thomas Sieben | Thomas Sieben, Felix Binder, Luisa Hardenberg, Malte Welding |
| 7   | Tanz mit dem Teufel  | 17. Feb. 2019    | Hanno Olderdissen, Thomas Sieben | Thomas Sieben, Felix Binder, Luisa Hardenberg, Malte Welding |
| 8   | Falsche Freunde      | 24. Feb. 2019    | Hanno Olderdissen, Thomas Sieben | Thomas Sieben, Felix Binder, Luisa Hardenberg, Malte Welding |
| 9   | Karma                | 3. März 2019     | Hanno Olderdissen                | Felix Binder                                                 |
| 10  | Das Duell            | 10. März 2019    | Thomas Sieben                    | Felix Binder                                                 |

## Kritik
Die Kritiken sind eher positiv.

„Leichte Krimi-Unterhaltung mit großen Vorbildern. […] Die Fälle sind zwar halbwegs originell, aber die Umsetzung ist nicht fesselnder als eine ZDF-Vorabendserie. Dafür sind die Dialoge oftmals recht pfiffig.“

„‚Der Bulle und das Biest‘ ist ein Serien-Novum und als solches ein echtes Highlight, weil es schneller, lustiger, unberechenbarer als Bekanntes aus dem Kommissar-mit-Polizeihund-Kosmos ist.“

„Es gäbe eigentlich viele Möglichkeiten, anhand derer darzustellen ist, wie schwer es sein kann, dass Mensch und Hund zueinanderfinden. Bantry Bay und Sat.1 haben die plumpesten und effektvollsten gewählt. Das ist nicht nur eine vergebene Chance zu tiefgründiger Erzählung, sondern möglicherweise auch ein Fehler. Was bleibt, ist eine Distanz zwischen dem Zuschauer und der Hauptfigur.“